# Stara Góra (gromada)
Stara Góra (od 31 XII 1961 Góra) – dawna gromada, czyli najmniejsza jednostka podziału terytorialnego Polskiej Rzeczypospolitej Ludowej w latach 1954–1972.
Gromady, z gromadzkimi radami narodowymi (GRN) jako organami władzy najniższego stopnia na wsi, funkcjonowały od reformy reorganizującej administrację wiejską przeprowadzonej jesienią 1954 do momentu ich zniesienia z dniem 1 stycznia 1973, tym samym wypierając organizację gminną w latach 1954–1972.
Gromadę Stara Góra z siedzibą GRN w Starej Górze utworzono – jako jedną z 8759 gromad na obszarze Polski – w powiecie górowskim w woj. wrocławskim, na mocy uchwały nr 13/54 WRN we Wrocławiu z dnia 2 października 1954. W skład jednostki weszły obszary dotychczasowych gromad Stara Góra, Gola Górowska, Jastrzębia, Osetno Małe (bez przysiółka Kietlów–PGR), Ryczeń i Rogów Górowski ze zniesionej gminy Stara Góra w tymże powiecie. Dla gromady ustalono 20 członków gromadzkiej rady narodowej.
1 stycznia 1960 do gromady Stara Góra włączono wsie Strumienna, Sławięcice i Glinka ze zniesionej gromady Brzeżany oraz wsie Włodków Dolny i Kłoda Wielka ze zniesionej gromady Borszyn Mały w tymże powiecie.
31 grudnia 1961 gromadę Stara Góra zniesiono, przenosząc siedzibę GRN ze Starej Góry do Góry i zmieniając nazwę jednostki na gromada Góra.